# Unternehmensvermögen
Zum Unternehmensvermögen gehören im Umsatzsteuerrecht Deutschlands Wirtschaftsgüter, die sich im wirtschaftlichen Eigentum eines Unternehmens befinden und die zumindest teilweise zur Erzielung von Umsätzen verwendet werden. Die Festlegung des Unternehmensvermögens hat Bedeutung für den Vorsteuerabzug, die Berichtigung des Vorsteuerabzugs gemäß § 15a UStG und den Umfang der unentgeltlichen Wertabgaben. Fehlt der unternehmerische Zusammenhang, werden die Gegenstände dem nichtunternehmerischen Bereich des Unternehmers zugerechnet.
Bei einer unternehmerischen Nutzung ab 10 % hat der Unternehmer drei Möglichkeiten der Zuordnung, wenn der Gegenstand im Übrigen für private Zwecke genutzt wird:
- Das Wirtschaftsgut wird zu 100 % dem Unternehmensbereich zugeordnet, eine private Nutzung muss grundsätzlich als unentgeltliche Wertabgabe der Umsatzsteuer unterworfen werden.
- Der unternehmerisch genutzte Anteil wird geschätzt, zum Beispiel die Nutzung eines Pkw mittels  Fahrtenbuch; im Rahmen dieses Anteils ist der Vorsteuerabzug gegeben.
- Das Wirtschaftsgut wird zu 100 % dem nichtunternehmerischen Bereich zugeordnet, der Gegenstand wird aus Sicht der Umsatzsteuer ignoriert.

Wird der Gegenstand teilweise für unternehmerische Zwecke und teilweise für nichtunternehmerische Zwecke, die keine privaten Zwecke sind (=nichtwirtschaftliche Verwendung im engeren Sinne), genutzt, besteht nach Ansicht der Finanzverwaltung kein Zuordnungswahlrecht. Die Zuordnung zum Unternehmensvermögen erfolgt anteilig mit entsprechendem anteiligen Vorsteuerabzug. Beispiele für eine derartige nichtwirtschaftliche Verwendung im engeren Sinne sind die Verwendung im ideellen Bereich eines gemeinnützigen Vereins oder in einer Holdinggesellschaft ohne Bezug zu steuerbaren Umsätzen.
Ein zu privaten Wohnzwecken vermietetes Grundstück gehört üblicherweise zum einkommensteuerlichen Privatvermögen – es werden Einkünfte aus Vermietung und Verpachtung erzielt. Vermietung und Verpachtung ist jedoch auch eine unternehmerische Tätigkeit, somit gehört das vermietete oder verpachtete Grundstück zum umsatzsteuerlichen Unternehmensvermögen, es werden umsatzsteuerbare, jedoch grundsätzlich von der Umsatzsteuer befreite Umsätze getätigt – § 4 Nr. 12 UStG.